# Marino Stephano
Marino Stephano (született Stéphane Marino; Morlanwelz, Belgium, 1974. – Antwerpen, 1999. szeptember 8.) belga trance-lemezlovas és -producer.

## Pályafutása
Stephano 1995-ben kezdett komolyan foglalkozni a zenével. Egyedi zenei stílusának köszönhetően gyorsan hírnevet szerzett magának, a kritikusok, a pályatársak és a rajongók jelentős része a műfaj egyik csodagyerekének tartották. Stephano legismertebb munkája valószínűleg a Dream Universe (Marino-S-Pace Mix), melyet C.M (Crystal Maneuvers) álnéven, unokatestvérével, Crisci Mauróval együttműködve készített. Közös munkásságuk szintén számos sikeres dalt eredményezett, mind a C.M, mind pedig Hand's Burn néven (ez utóbbi néven adták ki másik népszerű dalukat Good Shot címmel). Emellett ismertek voltak Eternal Rhapsody, Vision Control, Free Time vagy 'Angel of Love című dalai is, és számos neves előadó dalainak készítette el a remixelt változatát.
Marino Stephano mindössze 25 évesen vesztette életét: Mike Dierickx (művésznevén Push) belga lemezlovas stúdiójába tartott egy közös munka okán, amikor autójával halálos balesetet szenvedett Antwerpennél. Dierickx ezt követően neki szentelte a Till We Meet Again című számot. Stephano dalait halála után is sok művész feldolgozta.
Marino Stephano születési nevén, művésznevén, valamint számos álnéven is készített dalokat és remixeket, és más előadókkal való együttműködése során is különféle neveket használt. "Egyéni" álnevei közé a Stephen Parker, a Funky Dope, valamint a DJ M.S. tartoznak, míg "társas" munkáit C.M., Hand's Burn, La Bush Team, M. Zone, Marino Brothers, Parker & Clind, Three Concept, Vade In Pace, illetve Zodiac művésznéven adta ki.

## Diszkográfia
- Vol. II, 1996
- DJ Kalpa & Marino Stephano – Don’t Stop, 1996
- Downhill, 1996
- Eternal Rhapsody, 1997
- But You 1997
- Angel Of Love / Appocalyp’s, 1997
- DJ George’s & Marino Stephano – That’s The Break, 1997
- Vision Control, 1998
- The Mackenzie Feat. Marino Stephano – Short Circuit / Up And Down, 1998
- DJ George’s & Marino Stephano – Happy Love, 1998
- The Mackenzie Feat. Marino Stephano – The DJ, 1998
- Feel’s, 1998
- Free Time, 1999
- No Respect, 1999

## Fordítás
- Ez a szócikk részben vagy egészben  a   Marino Stephano című német Wikipédia-szócikk ezen változatának fordításán alapul.  Az eredeti cikk szerkesztőit annak laptörténete sorolja fel. Ez a jelzés csupán a megfogalmazás eredetét és a szerzői jogokat jelzi, nem szolgál a cikkben szereplő információk forrásmegjelöléseként.